# Ahneby
Ahneby (IPA: [ˈaːnəbiː], anhörenⓘ; dänisch: Åneby, auch Aneby) ist eine Gemeinde im Kreis Schleswig-Flensburg in Schleswig-Holstein.

## Geographie

### Geographische Lage
Das Gemeindegebiet von Ahneby erstreckt sich östlich leicht versetzt vom Zentrum der naturräumlichen Haupteinheit Angeln etwas östlich vom Südensee bei Sörup.

### Gemeindegliederung
Siedlungsgeographisch lässt sich die Gemeinde Ahneby gliedern in die Wohnplätze des gleichnamigen Dorfes, die Häusergruppe Sünnerhof und die Haussiedlung Ahnebyheck.

### Nachbargemeinden
Unmittelbar angrenzende Gemeindegebiete von Ahneby sind:
|       | Sterup                                      |        |
| Sörup | Kompassrose, die auf Nachbargemeinden zeigt | Sterup |
|       | Mohrkirch, Rügge                            |        |

## Geschichte
Ahneby wurde 1196 erstmals als Anabu erwähnt. Der Ortsname bedeutet Dorf des Ani.
Ahneby wurde 1868 selbständige Landgemeinde. Bis zum 1. Januar 2008 gehörte Ahneby zum Amt Steinbergkirche. Seitdem gehört die Gemeinde zum größeren Amt Geltinger Bucht.

## Politik

### Gemeindevertretung
Bei der Kommunalwahl am 14. Mai 2023 wurden insgesamt sieben Sitze vergeben. Diese fielen erneut alle an die Wählergemeinschaft Ahneby. Die Wahlbeteiligung betrug 71,6 %.

### Wappen
Blasonierung: „In Blau unter einem goldenen Bronzebeil ein abgesenkter, oben durchbrochener und endgespitzter Wellensparren, darunter ein goldenes Spiralarmband.“
Seit Oktober 2006 führt Ahneby das Gemeindewappen. Das Armband und das Beil sollen die frühzeitliche Besiedlung des Ahnebys verdeutlichen. Darüber hinaus steht der anglo-irische Stil des Beiles für Rodung, Erschließung und Landwirtschaft, Handwerk und Handel. Auch seine Bedeutung als Waffe und der Tourismusaspekt als Souvenir sind hervorzuheben. Das spiralförmige Armband repräsentiert das Bedürfnis nach Einigkeit, Zusammenhalt, Wohlstand und Glück.
Der Wellensparren weist auf die Ahnebyer Wasserscheide hin. Blau und Silber sind dem Wappen der historischen Nieharde entnommen. Das Gold hat seinen Ursprung im Andreaskreuz des Wappens der Gemeinde Steinbergkirche, wodurch die Zugehörigkeit zu dieser hervorgehoben wird.

## Wirtschaft und Infrastruktur
In der ursprünglich landwirtschaftlich geprägten Gemeinde entstehen immer mehr Wohngebiete.
Der nächste Bahnhof ist Sörup, etwa sechs Kilometer westlich von Ahneby an der Bahnstrecke Kiel–Flensburg gelegen.

## Sehenswürdigkeiten
In der Liste der Kulturdenkmale in Ahneby stehen die in der Denkmalliste des Landes Schleswig-Holstein eingetragenen Kulturdenkmale.

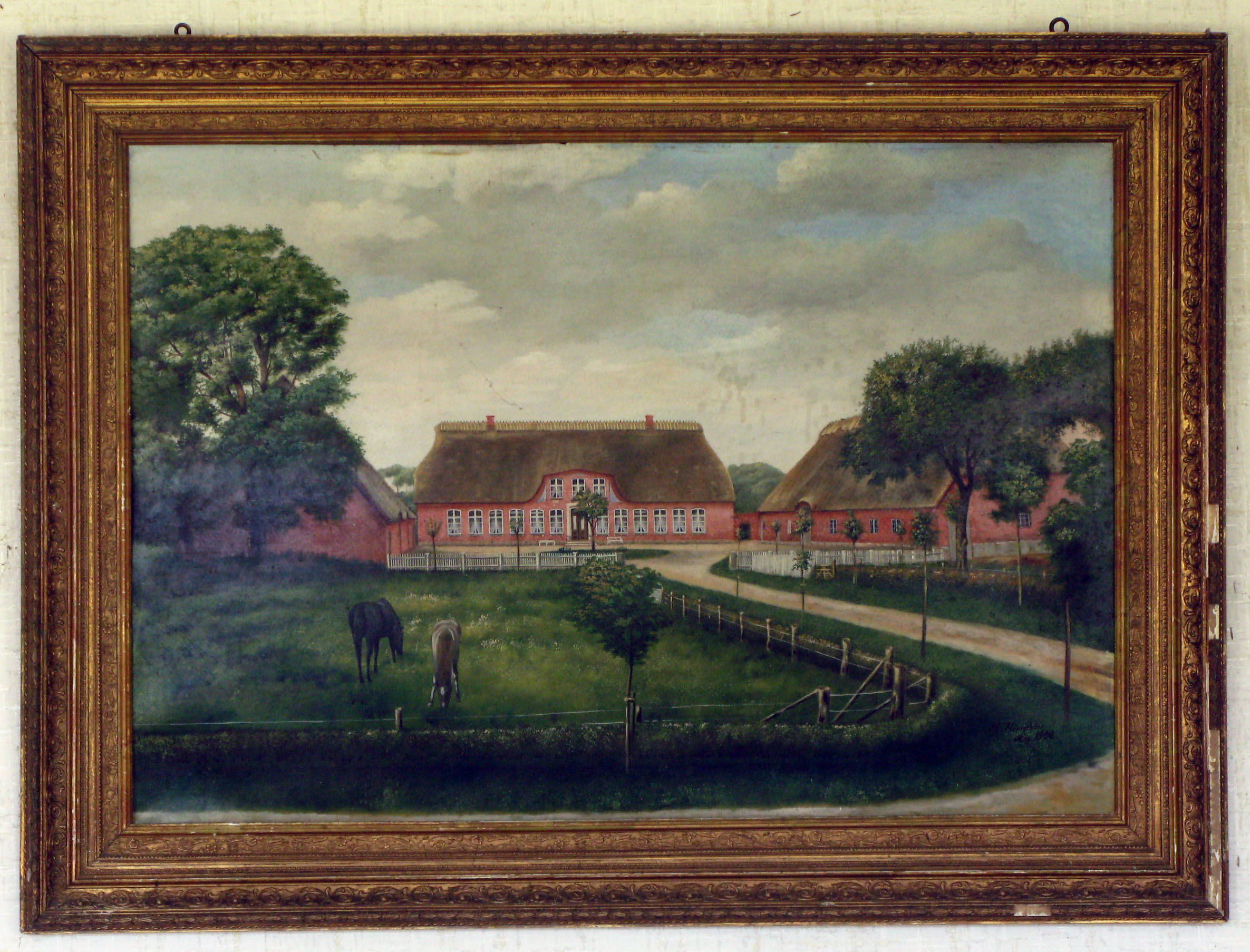
Hof Ahnebygaard auf einem Gemälde